# وولفگانگ بلوشویتس
وولفگانگ بلوشویتس (به آلمانی: Wolfgang Blochwitz) بازیکن فوتبال و دروازه‌بان اهل آلمان شرقی بود که از سال ۱۹۶۶ میلادی عضو تیم ملی فوتبال آلمان شرقی بوده‌است. وی در ۱۹ بازی ملی حضور داشته و در بازی‌های ملی‌اش گلی به ثمر نرساند. وولفگانگ بلوشویتس آخرین بازی ملی خود را در سال ۱۹۷۴ میلادی انجام داد.